# FC Spartak Tashkent
El FC Spartak Tashkent (en uzbeko: «Spartak» Toshkent futbol klubi) es un equipo de fútbol de Uzbekistán que juega en la Segunda Liga de Uzbekistán, la tercera división de fútbol en el país.

## Historia
Fue fundado en el año 1936 en la capital Tashkent y es uno de los equipos de fútbol más antiguos de Uzbekistán, donde en su año de fundación jugaron un partido amistoso antes de unirse a la liga local.
Era uno de los equipos más importantes de Uzbekistán durante la era soviética. logrando ganar 4 títulos de la liga soviética de Uzbekistán, aunque desde la independencia del país no han sido buenas las cosas para el club, ya que no han jugado en la Liga de Fútbol de Uzbekistán y han pasado entre la segunda y tercera categoría desde entonces.

## Palmarés
- Liga Soviética de Uzbekistán: 4

1937, 1938, 1950, 1951